# Powiat de Brzeg
Le powiat de Brzeg (en polonais : powiat brzeski) est un powiat appartenant à la voïvodie d'Opole dans le sud-ouest de la Pologne.

## Division administrative
Le powiat compte 6 communes :
- 1 commune urbaine : Brzeg ;
- 3 communes rurales : Lubsza, Olszanka, Skarbimierz ;
- 2 communes mixtes : Grodków, Lewin Brzeski.